# 和歌山県住宅供給公社
和歌山県住宅供給公社（わかやまけんじゅうたくきょうきゅうこうしゃ）は、和歌山県の地方住宅供給公社。

## 概要
地方住宅供給公社法を根拠法とし、集団住宅及びその用に供する宅地を供給するために和歌山県が設立した特殊法人である。
県の委託による県営住宅の管理、都市再生機構の委託による賃貸住宅の管理も行っている。 

## 事業内容
- 分譲事業

宅地や公営住宅の分譲。
- 管理事業

県営住宅（和歌山市内と岩出市内の鴨沼団地のみ）や都市再生機構の賃貸住宅の管理。

## 主な宅地
- 西庄・夢タウン
- 岸宮サニータウン
- 木ノ本ニュータウン
- 新宮蜂伏団地